# Mikołaj V (patriarcha Aleksandrii)
Mikołaj V, nazwisko świeckie Evangelidis (ur. 1876 w Janinie; zm. 3 marca 1939) – prawosławny patriarcha Aleksandrii od 11 lutego 1936 do 3 marca 1939.

## Życiorys
Studiował na Wydziale Teologicznym Uniwersytetu w Atenach. W 1910 zmarła jego żona. W 1918 został wybrany na biskupa Nubii, urząd ten pełnił do 1927, kiedy został wybrany metropolitą Ermoupoleos. 
W 1936 po śmierci Melecjusza II został wybrany patriarchą Aleksandrii.